# Clase Quebec
El Proyecto 615 (nombre en código de la OTAN Quebec) fue una clase de submarinos costeros de ataque de la Unión Soviética.

## Descripción
Los submarinos de la clase Quebec estaban equipados con 1 motor eléctrico, 2 motores diésel y 1 motor diésel de ciclo cerrado, el cual funcionaba con oxígeno líquido.
Estaban armados con 4 tubos lanzatorpedos y 2 cañones antiaéreos, convirtiéndose de este modo en los últimos armados con cañones.
La clase Quebec siempre tuvo problemas causados por el oxígeno líquido. La autonomía de los submarinos quedaba reducida a 14 días debido a que el oxígeno se evaporaba. Asimismo, sufrieron accidentes graves causados por el oxígeno líquido. En 1957, 2 de estos buques se perdieron por accidentes sufridos en el sistema del oxígeno: el 26 de septiembre mientras navegaba en el Báltico, el M-256 sufrió un incendio y explotó, muriendo los 35 hombres a bordo. Dos días después, el M-351 se incendió y se hundió, sin pérdida de vidas. Debido a este tipo de incidentes, los submarinos de la clase Quebec eran conocidos por sus tripulantes como zazhigalka (mecheros) y zippos.

## Historial operacional
De los 100 submarinos previstos de la clase Quebec, solo 30 se completaron, pues la Unión Soviética abandonó el proyecto en favor de submarinos nucleares. El último Quebec fue retirado del servicio a comienzos de 1982.
En la actualidad el M-261 está expuesto en Krasnodar, Rusia y otras dos unidades, el M-296 y el M-302, están expuestas en Odessa, Ucrania.